# Guerre scolaire (Pays-Bas)
Pour les articles homonymes, voir Guerre scolaire.
La guerre scolaire est un conflit politique qui agita les Pays-Bas aux XIXe et XXe siècles. Il portait sur la formation du système éducatif et se conclut finalement par une l'instauration d'une égalité absolue entre l'enseignement privé et l'enseignement public.

## Phases de la guerre scolaire

### La liberté d'enseignement (1806-1848)
Après la période française (1795-1813), apparut aux Pays-Bas une tendance forte en faveur d'une législation nationale. Avant la période française, les régions de la république étaient en effet à peu près autonomes. Au début du XIXe siècle, différentes lois concernant l'enseignement furent adoptées. Celle qui joua le plus grand rôle dans la guerre scolaire est la loi sur l'enseignement de 1806. Cette loi stipulait les points suivants.
- L'enseignement était public et visait le développement de toutes les « vertus sociales et chrétiennes ».
- L'enseignement protestant orthodoxe ou catholique était impossible. Les écoles défendaient un christianisme détaché de toute orientation particulière. Ce christianisme était néanmoins très libéral pour l'époque.
- La création d'écoles paroissiales ou d'écoles de tendance protestante orthodoxe ou catholique était en principe interdite.
- Le financement des écoles devait provenir principalement de droits d'inscription payés par les parents. Les autorités intervenait de manière très limitée dans le financement de l'enseignement.
- Il n'était pas question de l'obligation scolaire. On se contentait d'insister sur l'importance d'envoyer les enfants à l'école. L'analphabétisme resta donc monnaie courante dans la plus grande partie du pays.

Très vite, ce système d'enseignement fit face à une vive opposition. Isaäc da Costa le critiqua d'un point de vue religieux en 1823 dans ses Objections contre l'esprit du siècle. En 1834, une école protestante orthodoxe fut créée à Smilde (Drenthe), mais elle fut fermée par les autorités. Dans le sud, les catholiques étaient encore plus opposés au caractère libéral protestant de l'école publique. Là aussi le rejet du système « une seule école publique pour tous les enfants » grandit graduellement. Finalement, une première école protestante orthodoxe fut créée et reconnue à Nimègue, sous le patronage du futur ministre Justinus van der Brugghen. La liberté d'enseignement fut reconnue dans la loi fondamentale de 1848 sous l'impulsion de Johan Rudolf Thorbecke : « La dispense de l'enseignement est libre, sous réserve de l'autorisation des autorités et, en ce qui concerne l'enseignement moyen et primaire, sous réserve de l'examen des capacités et de la moralité des enseignants ; ces deux conditions sont réglées par la loi. » Ainsi s'acheva la première phase de la guerre scolaire. Chacun obtint la liberté de fonder sa propre école à condition de remplir certaines exigences de qualité. Ce n'est pas toutes les écoles qui étaient subventionnées de la même façon, et c'est sur cette question que rebondit la guerre scolaire dans la deuxième moitié du XIXe siècle.